# Jaimangala, Bangarapet
Jaimangala là một làng thuộc tehsil Bangarapet, huyện Kolar, bang Karnataka, Ấn Độ.